# 瑪麗亞·克拉拉·羅內
瑪麗亞·克拉拉·羅內（1985年4月1日—）是一名阿根廷划船運動員，曾和蜜兒卡·克拉勒耶夫搭档代表國家參加2012年倫敦奧運的女子輕量級雙人雙槳比賽，並未獲得獎牌。